# Avera
Avera – miasto w Polinezji Francuskiej, na wyspie Raiatea. Według danych szacunkowych na rok 2008 liczy 3 191 mieszkańców.